# 天祐 (唐)
天祐（てんゆう）は、中国・唐の昭宗、哀帝の治世で用いられた元号。天佑にも作る。904年 - 907年。唐の最後の元号である。
唐の滅亡後も河東・鳳翔・淮南地方では天祐を使用し続け、石碑碑文に「天祐二十年」の用例がある。また岐・南漢・呉・呉越では唐滅亡後も天祐の年号を使用している。
- 元年閏4月：改元。
- 元年8月：昭宗が殺害され、哀帝が即位。
- 2年7月：白馬の禍
- 4年3月：哀帝は朱全忠に禅譲し、唐朝は滅亡。

## 西暦・干支との対照表
| 天祐 | 元年  | 2年   | 3年   | 4年   |
| 西暦 | 904年 | 905年 | 906年 | 907年 |
| 干支 | 甲子  | 乙丑  | 丙寅  | 丁卯  |

### 唐滅亡後に使用された期間
| 天祐 | 5年   | 6年   | 7年   | 8年   | 9年   | 10年  | 11年  | 12年  | 13年  | 14年  | 15年  | 16年  | 17年  | 18年  | 19年  | 20年  | 21年  |
| 西暦 | 908年 | 909年 | 910年 | 911年 | 912年 | 913年 | 914年 | 915年 | 916年 | 917年 | 918年 | 919年 | 920年 | 921年 | 922年 | 923年 | 924年 |
| 干支 | 戊辰  | 己巳  | 庚午  | 辛未  | 壬申  | 癸酉  | 甲戌  | 乙亥  | 丙子  | 戊寅  | 己卯  | 庚辰  | 辛巳  | 壬午  | 癸未  | 甲申  | 乙酉  |